# Alexis 133
Pour les articles homonymes, voir Alexis.
Alexis 133 est une réserve indienne de la Nation sioux nakota d'Alexis située dans le comté de Lac Sainte-Anne en Alberta au Canada.

## Géographie
Alexis 133 est une enclave du comté de Lac Sainte-Anne en Alberta située à 70 km au nord-ouest d'Edmonton. La réserve a une superficie de 6 175,2 hectares.